# Johann Lahodny
 (août 2025).
Johann Lahodny est un médecin autrichien d’origine tchèque. Gynécologue, obstétricien spécialisé en oncologie obstétrique, chef de clinique, professeur des universités, il est l’inventeur et concepteur de plusieurs interventions chirurgicales réparatrices ciblant les pathologies gynécologiques plus spécifiquement liées à l’appareil reproducteur féminin — dont l’incontinence urinaire,,, et la descente d’organes,,,, ou prolapsus génital. Établi à Sankt Pölten,,, il est également considéré comme l’une des références mondiales en matière d’ozonothérapie en raison de sa contribution personnelle à l’exhaussement de son potentiel curatif via une technique novatrice audacieuse — développée, mise au point et perfectionnée par ses soins — désormais répertoriée sous l’appellation OHT ou Ozonhochdosistherapie,,.

## Biographie

### Carrière
Johann Lahodny obtient son doctorat en gynécologie et en obstétrique en 1965.
Pratiquant initialement comme médecin généraliste, il est finalement promu au rang de chef de clinique des départements de gynécologie et d’obstétrique conjointement afférents à l’hôpital national de Gmünd et celui, régional, attenant à la ville de Sankt Pölten,,. Au cours de sa pratique clinique, il met respectivement au point plusieurs techniques chirurgicales à visée réparatrice ciblant les pathologies gynécologiques plus spécifiquement liées à l’appareil reproducteur féminin,, notamment l’incontinence urinaire,,,, et la descente d’organes,,,, ou prolapsus génital,.
Dès 1994, il est nommé professeur chargé de cours à l’université de Vienne, période durant laquelle il publie nombre d’articles scientifiques,,,, ainsi que plusieurs livres de recherche.
En 1999, il reçoit un prix professionnel spécial destiné à récompenser ses efforts en matière de médecine hygiéniste. De 1999 à 2003, il est membre du conseil d’administration de l’American Society for Vaginal Surgery. De 2000 à 2005, il préside la Société européenne de chirurgie pelvienne. En 2002, la Société italienne d’obstétrique et de gynécologie lui décerne le titre de membre honoraire.

### Recherches
Expert en biorésonance, Vitalfeld, oxygénothérapie normobare, « thérapie par champ tachyonique » et microscopie en champ sombre, il voue la quasi entièreté de son temps libre, de ses loisirs et de ses vacances à mener des recherches personnelles consacrées à l’étude des différents types de médecines complémentaires existantes. Mû par une passion insatiable, sa formation clinique et universitaire lui permet d’approfondir ses connaissances exponentielles en matière de thérapies alternatives durant près de quatre décennies.

### OHT:Ozonhochdosistherapie

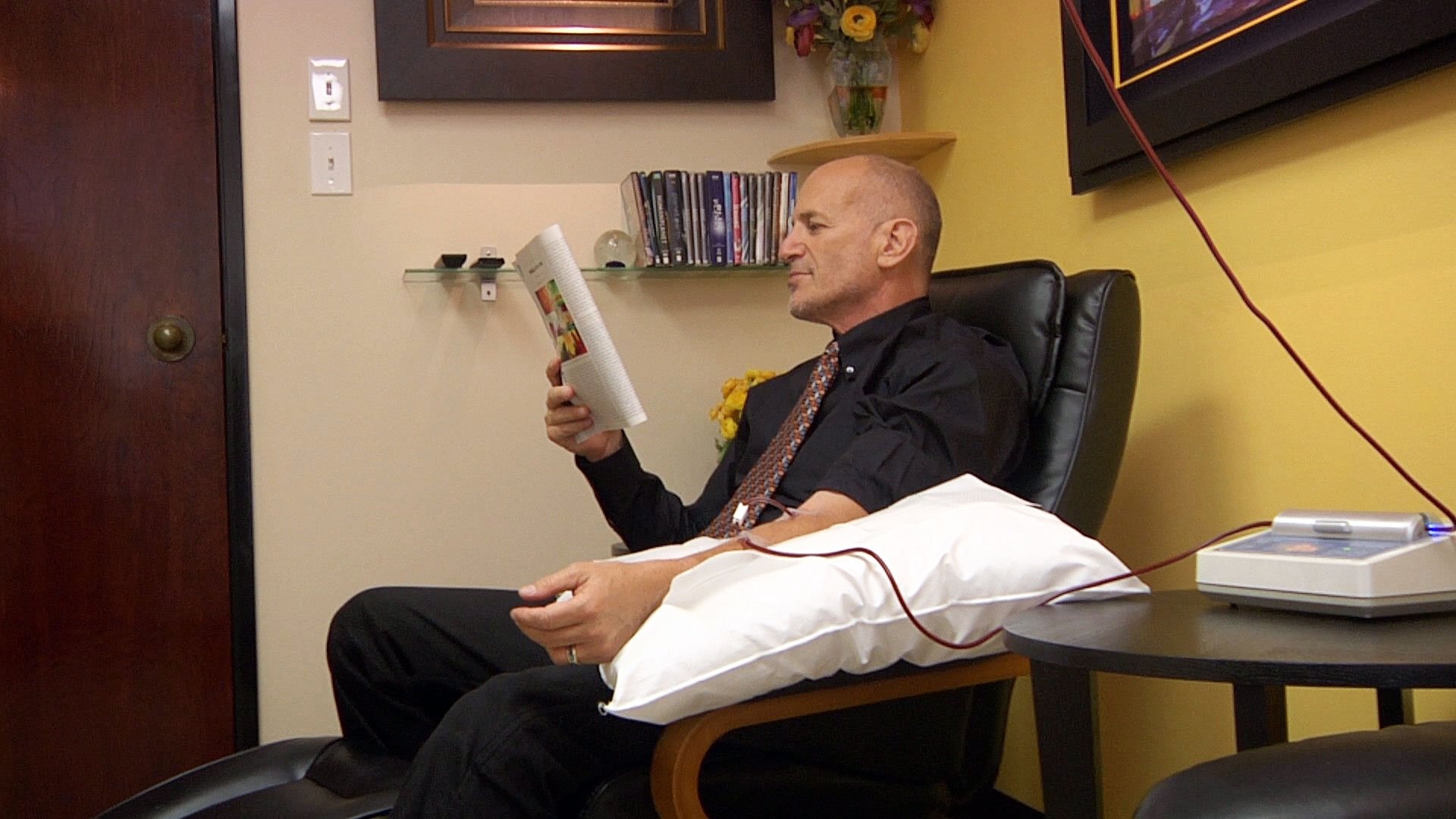
Patient bénéficiant d'une séance de grande, dans un centre incluant l’ozonothérapie dans son panel de soins. Le sang est tout d'abord prélevé par perfusion afin d'être préalablement récolté dans un flacon en verre — ou en matériau souple spécifique — médicalement conçu à cet effet et contenant déjà un anticoagulant de type héparine. Le tout est aussitôt enrichi d’un apport spécifique en ozone ultra pur avant de retourner immédiatement mais lentement dans la circulation sanguine d’origine.

Autofinançant ses propres travaux consacrés aux effets thérapeutiques de l’ozone médical au regard de ses implications et répercussions connexes exercées sur les mitochondries et les cellules souches, il se concentre, depuis 2010, sur une forme novatrice d’ozonothérapie qu’il met progressivement au point.

#### Idée émergente
Le docteur Lahodny part du postulat selon lequel tout être humain serait doté d’un gigantesque potentiel de cellules souches elles-mêmes vectrices d’une sorte d’atelier symbiotique spécifiquement voué à la réparation et la restructuration succédant à d’éventuels dommages collatéraux altérant le bon fonctionnement de la charpente corporelle et organique. Le véritable progrès de la médecine résiderait ainsi dans l'utilisation ciblée desdites cellules dont chaque organisme serait détenteur.

#### Protocole
L’évolution du traitement ozonothérapeutique promu par le Dr Lahodny consiste, d’une certaine façon, à enfreindre les règles restrictives relatives au dosage pragmatique qui tendait jusqu’ici à prévaloir au regard d’un protocole usuel bien ancré dans les us et coutumes traditionnels. En effet, tout déroulement antérieur prévoyait d’ordinaire une seule et unique injection par perfusion autohémothérapeutique contenant 200 ml d’ozone à une concentration de 40 μg, à la suite de quoi la séance se terminait. Cette limite conceptuelle reposait sur un credo arbitraire selon lequel tout dépassement de cette frontière posologique — tant en quantité qu’en concentration administrée — serait susceptible de provoquer un éclatement des cellules par dissolution sanguine, risque supputatif dont les conséquences se voyaient jusqu’alors considérées comme hypothétiquement létales.

#### Expérimentations
Rendu sceptique au regard d’un tel a priori non dûment confirmé par les faits ou l’expérience clinique, Lahodny s’érige alors en cobaye improvisé. Pour ce faire, il s’aventure audacieusement — à ses risques et périls — à tester un nouveau protocole sur lui-même. Son exploration consiste à augmenter magistralement — et dangereusement — la concentration et la dose d’origine en repoussant les limites maximales autorisées. Il pousse l’expérimentation jusqu’à accomplir tout d’abord 10 transits autohémothérapeutiques en une seule séance, chaque interaction successive étant « couplée » à 200 ml de sang « fusionné » à 200 ml d’ozone gazeux respectivement porté à une concentration de 70 µg/ml, fournissant ainsi un apport cumulatif d’ozone de 140 000 μg.

#### Résultats
Contre toute attente, les examens cliniques effectués a posteriori ne révèlent aucune anomalie ou altération perceptible tant au plan clinique qu’hématologique. Il pousse donc le bouchon jusqu’à doubler la dose en effectuant cette fois-ci 20 transits autohémothérapeutiques successifs effectués également en une seule et unique séance. Ainsi, comme auparavant, chaque interaction contient 200 ml de sang prélevé par perfusion puis mélangé à 200 ml d’ozone gazeux respectivement porté à une concentration de 70 µg/ml, fournissant, au total, via 20 aller-retours ininterrompus, un apport cumulatif d’ozone « dupliqué » et, par extension, porté à 280 000 μg. Ici encore, les tests de laboratoire révèlent un hémogramme exempt de problème.

#### Émulation séquentielle
La suite des expérimentations préalablement initiées lui permet en outre de constater un stimulus notable de l’activation exponentielle des cellules souches. Celles-ci, par le biais de l’OHT, semblent voir leur résurgence émulée et automatiquement dirigée vers toute lésion ou signalisation peptidique dont l’organisme ferait directement ou indirectement état.

#### Perspectives d’avenir
Fort de résultats thérapeutiques encourageants et récurrents, Lahodny se forge une conviction selon laquelle tout effet curatif engendré par ce traitement novateur amélioré proviendrait essentiellement de la vivification des cellules souches en quelque sorte « mises en effervescence » via la stimulation indirectement induite par l’OHT.

#### Développements
En 2014, il découvre et peaufine une nouvelle posologie — L1 — qui, selon lui, permettrait d’activer la croissance des cellules souches et la production d’adénosine triphosphate (ATP). Son application se résume à une « grande autohémothérapie (de),, » couplée à des injections d’ozone à doses massives tant au niveau de la concentration — jusqu’à 70 µg/ml en autohémothérapie,, voire 80 µg/ml en insufflation rectale, — qu’en quantité : généralement 140 000 μg, mais parfois jusqu’à 280 000 μg dans le traitement d’affections plus complexes. Grâce à cette approche novatrice, le Dr Lahodny argue obtenir des résultats thérapeutiques qu’il qualifie d’« exceptionnels » dans le traitement d’un certain nombre de pathologies chroniques couplées à plusieurs autres affections morbides généralement considérées d’ordinaire comme difficilement curables.

## Publications
- (en) « Répertorisation des articles scientifiques publiés par — ou en collaboration avec — Johann Lahodny » (23 publications), NIH : United States National Library of Medicine, NCBI : National Center for Biotechnology Information, PubMed,‎ 1980-2006, pp. 1-3 (lire en ligne)
- (en) « Répertorisation des travaux de recherches publiés par — ou en collaboration avec — le Dr Johann Lahodny au cours de son activité de médecin en chef tant à l’hôpital public de Sankt Pölten qu’au sein d’institutions connexes » [« Johann Lahodny’s research while affiliated with Landesklinikum Sankt Pölten and other place »] (14 publications), ResearchGate,‎ 1997-2007 (lire en ligne)
- (de) M. Wollein & J. Lahodny, « Vaginales Gesamtkonzept zur Sanierung von Inkontinenz und Descensus », Archives of Gynecology and Obstetrics, Springer Link, Deutsche Gesellschaft für Gynäkologie und Geburtshilfe, vol. 245 « Operative Gynäkologie, Gynäkologische Onkologie »,‎ juillet 1989, pp. 779–780 (DOI 10.1007/BF02417561, résumé)
- (de) Johann Lahodny (préf. Martin Fabsits), Vaginale Inkontinenz- und Deszensuschirurgie : gynäkoanatomische Grundlagen und chirurgisches Vorgehen [« Incontinence vaginale et chirurgie de la descente d’organes : bases gynéco-anatomiques et procédures chirurgicales réparatrices »], Stuttgart, Palm und Enke Verlag (de), 1991, 258 p., VIII, 258 S. : Ill, graph. Darst. ; 27 cm, ouvrage rédigé en collaboration avec Alfred Giesel et Leopold Metzenbauer (ISBN 3-432-98621-1, EAN 9783432986210, OCLC 25511046, DNB 910092230)
- (en) Gruber I, Lahodny J, Illmensee K, Lösch A., « Heterotopic pregnancy: report of three cases » [« Grossesse hétérotopique avec rupture des trompes : rapport afférent à trois cas »], Wien Klin Wochenschr., Department of Obstetrics and Gynecology, St. Pölten Hospital, St. Pölten, Austria, vol. 114, nos 5-6,‎ 28 mars 2002, pp. 229-232 (PMID 12238314, résumé). Indexé à MEDLINE.